# Les Petits Baigneurs
Les Petits Baigneurs (que en francés quiere decir: Los pequeños bañistas) es un monumento que consiste en una escultura y fuente en la ciudad de Montreal, en la provincia de Quebec al este de Canadá.
Les petits Baigneurs, es una obra realizada por Alfred Laliberté, que fue presentada en 1916 a la entrada de los baños públicos Maisonneuve en Montreal. El monumento fue restaurado en 1992. Se encuentra en el bulevar Morgan cerca del monumento La Fermière.